# 3809 Amici
3809 Amici је астероид главног астероидног појаса са средњом удаљеношћу од Сунца која износи 2,691 астрономских јединица (АЈ).
Апсолутна магнитуда астероида је 12,6.